# Madeleine de Pouget
Madeleine de Pouget, artistnamn Mademoiselle Beauchateau, född 1611, död 1683, var en fransk skådespelare.
Hon var engagerad vid Hôtel de Bourgognes teater 1630-1634, och vid Théâtre du Marais från 1634.
Hon beskrivs som en av de mest framträdande skådespelarna av sin generation under 1630- och 40-talen, men vid den tiden fanns det bristfällig information om vilka roller skådespelare spelade i Paris. Hon uppges ha varit känd för sin kvickhet, fungerade som lärare i deklamering och ska ha medverkat i att skriva pjäser. 